# 발데마르 본젤스

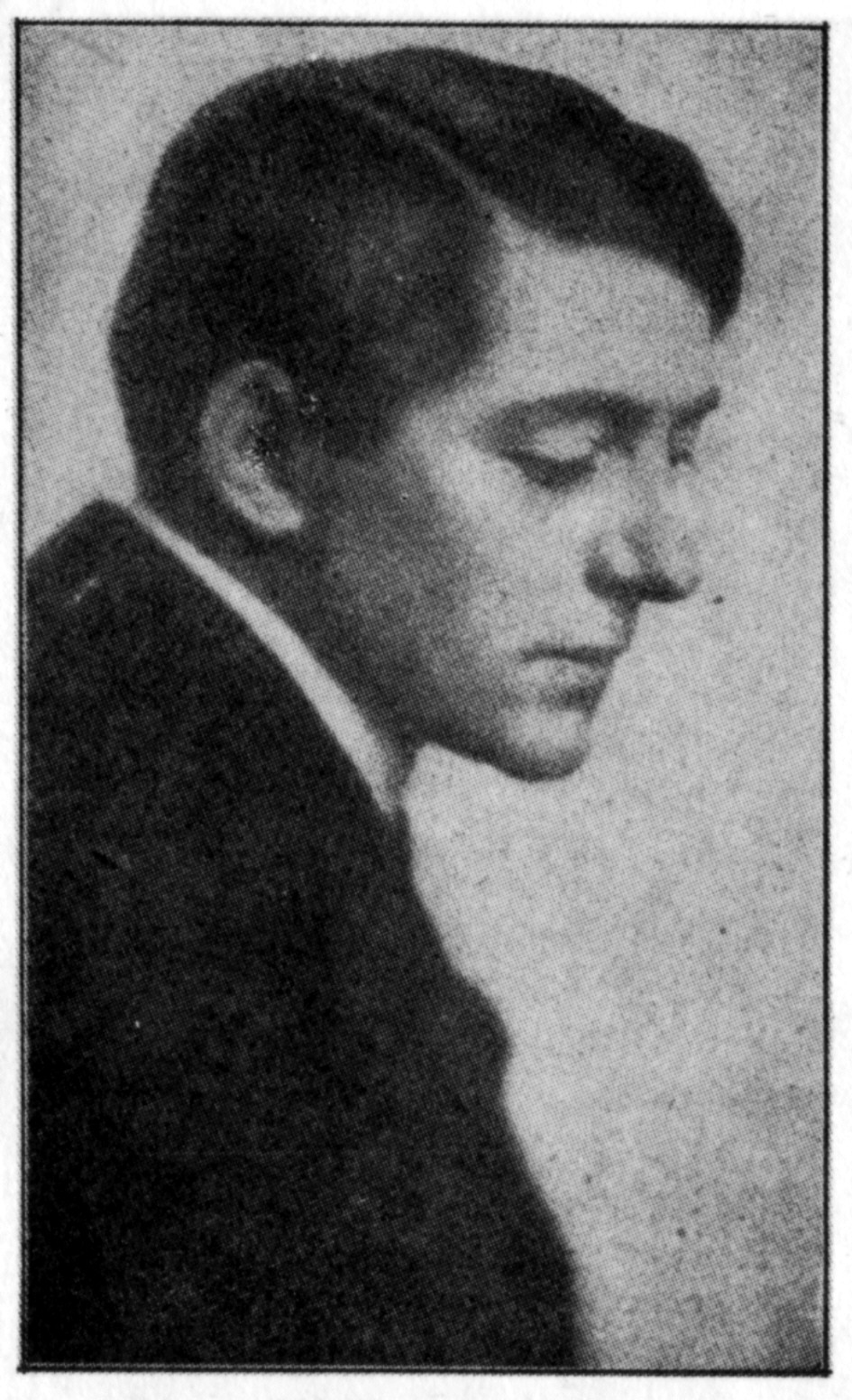
발데마르 본젤스

발데마르 본젤스(Waldemar Bonsels, 1880년 2월 21일 ~ 1952년 7월 31일)는 독일의 작가, 아동문학 작가로 동화 《꿀벌 마야》의 저자로 알려져 있다.
신낭만주의 소설가로 전원 시인으로도 활동하였다. 세계 여행을 하고 돌아온 뒤부터 뮌헨 남쪽 호반 도시에 정착하여 글을 썼다.

## 저서
- 《꿀벌 마야》 (Die Biene Maja, 1912년)
- 《천국의 사람들》 (Himmelsvolk, 1915년)
- 《인도 여행기》 (Indienfahrt, 1916년)